# Carlo Ferdinando Landolfi
Carlo Ferdinando Landolfi (* um 1715; † 22. November 1784 in Baveno) war ein italienischer Geigen- und Cellobauer.

## Leben
Landolfi wurde um 1715 geboren. Der Geburtsort und das genaue Geburtsdatum sind nicht bekannt. Nach einer Lehre in Cremona gründete er 1734 in Mailand eine Werkstatt, dort wirkte er von etwa 1735 bis 1775. Seine Violinen und besonders seine Violoncelli stehen in hohem Ansehen. Landolfi ahmte seine ersten Geigen denjenigen von Giuseppe Guarneri mit großem Geschick nach. Die ersten Celli dagegen schienen von den Modellen von Pietro Guarneri II. und Antonio Stradivari inspiriert. Landolfi ging aber schließlich seine eigenen Wege beim Instrumentenbau. Seine Instrumente zeichnen sich durch kleine, grazile Schnitzereien aus. Sie weisen einen vollen Ton von großer Tragkraft aus. Aus diesem Grund wurden Landolfis Geigen und Cellos von Solokünstlern aller nachfolgenden Jahrhunderte hoch geschätzt.
Zu Landolfis bekanntesten Schülern zählen Pietro Giovanni Mantegazza, der um 1760 sein eigenes Geschäft in Mailand eröffnete, und einer seiner beiden Söhne, Pietro Antonio, der zwischen 1760 und 1785 in Mailand in der Familienwerkstatt arbeitete. Pietro Antonio konnte der Kunst seines Vaters nicht gleichkommen; seine Instrumente erscheinen weniger genau als die Instrumente seines Vaters, auch wenn die Farbe sehr ähnlich ist. Der Klang ist genauso kraftvoll und voll.